# Hôtel de la Princerie
L'Hôtel de la Princerie est un hôtel particulier situé à Verdun, dans le département de la Meuse, en Lorraine, dans la région administrative Grand Est
L'hôtel était la demeure du « princier », plus haut dignitaire du diocèse de Verdun après l'évêque, jusqu'à la suppression de la charge en 1385. En 1525, il est restauré par les frères de Musson dans le style Renaissance. Gravement endommagé lors de la Première Guerre mondiale, l'hôtel est racheté en 1926 par la ville qui y installe le musée de la Princerie en 1932.
Il est classé monument historique depuis le 3 février 1921.

## Historique
L'hôtel était la demeure du « princier » ou « primicier », premier archidiacre de la cathédrale Notre-Dame de Verdun et plus haut dignitaire du diocèse de Verdun après l'évêque. La charge créée au IVe siècle devient trop importante aux yeux du chapitre, elle est donc supprimée par le pape en 1385 à la mort de son titulaire. La maison garde cependant le nom de Princerie,.
En 1525, les frères Jacques et François de Musson, riches chanoines de la cathédrale, reconstruisent l'hôtel dans le style Renaissance,.
L'hôtel est gravement endommagé par des bombardements allemands au cours de la Première Guerre mondiale. En 1926, il est acheté par la ville de Verdun qui le restaure et y installe le musée de la Princerie en 1932,.
L'hôtel est classé aux monuments historiques le 3 février 1921.

## Architecture
L'hôtel de la Princerie est de style Renaissance, avec une cour intérieure et un jardin. Deux éléments rappellent la fonction religieuse des bâtisseurs : le petit oratoire gothique destiné aux prières et la galerie à deux niveaux qui évoque l'architecture des cloîtres.
Le bâtiment se situe rue de la Belle-Vierge, qui tire son nom d'une statuette de la Vierge placée au-dessus de la porte d'entrée de la Princerie,.

Vues de l'hôtel
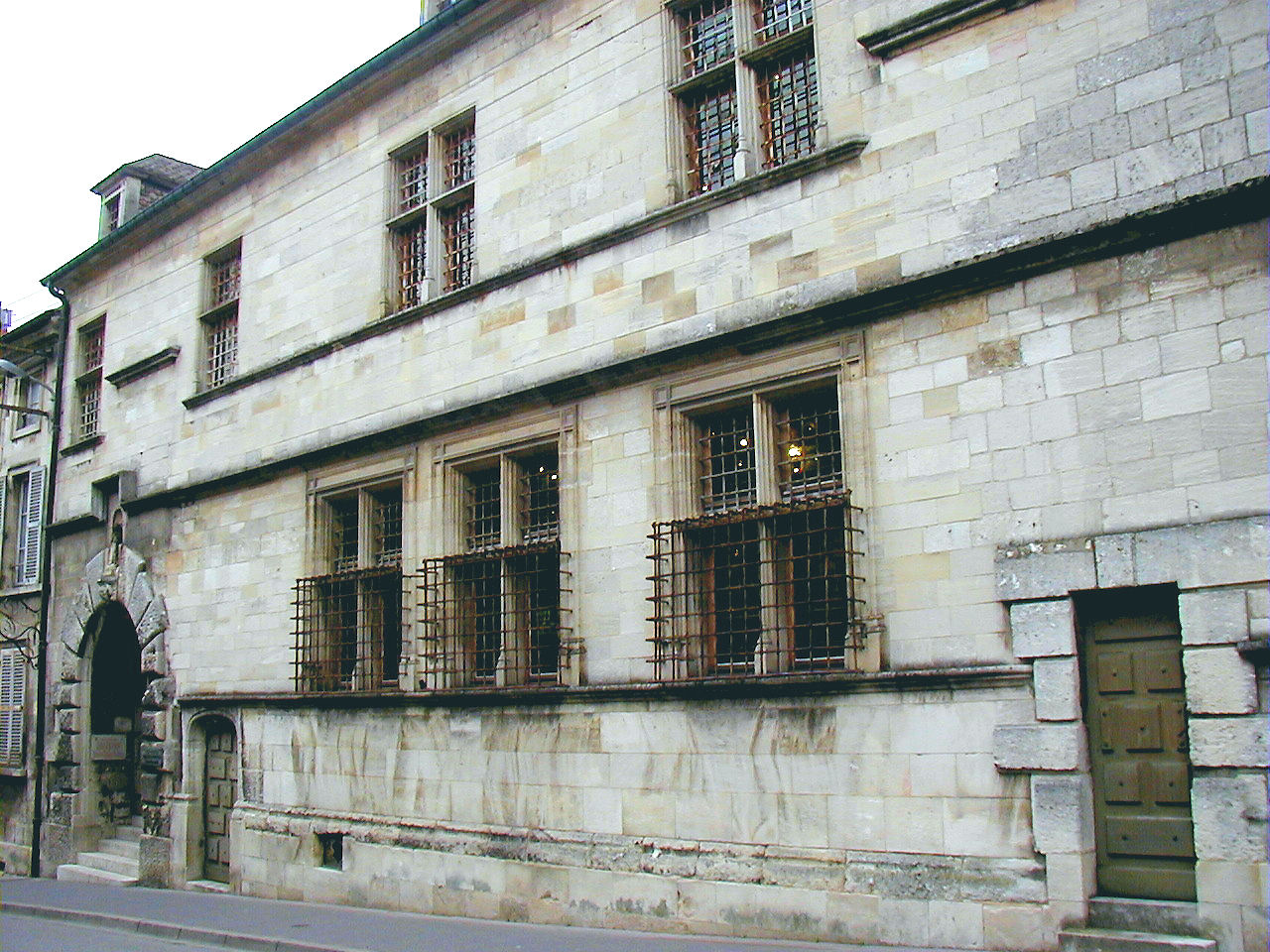
Façade extérieure.
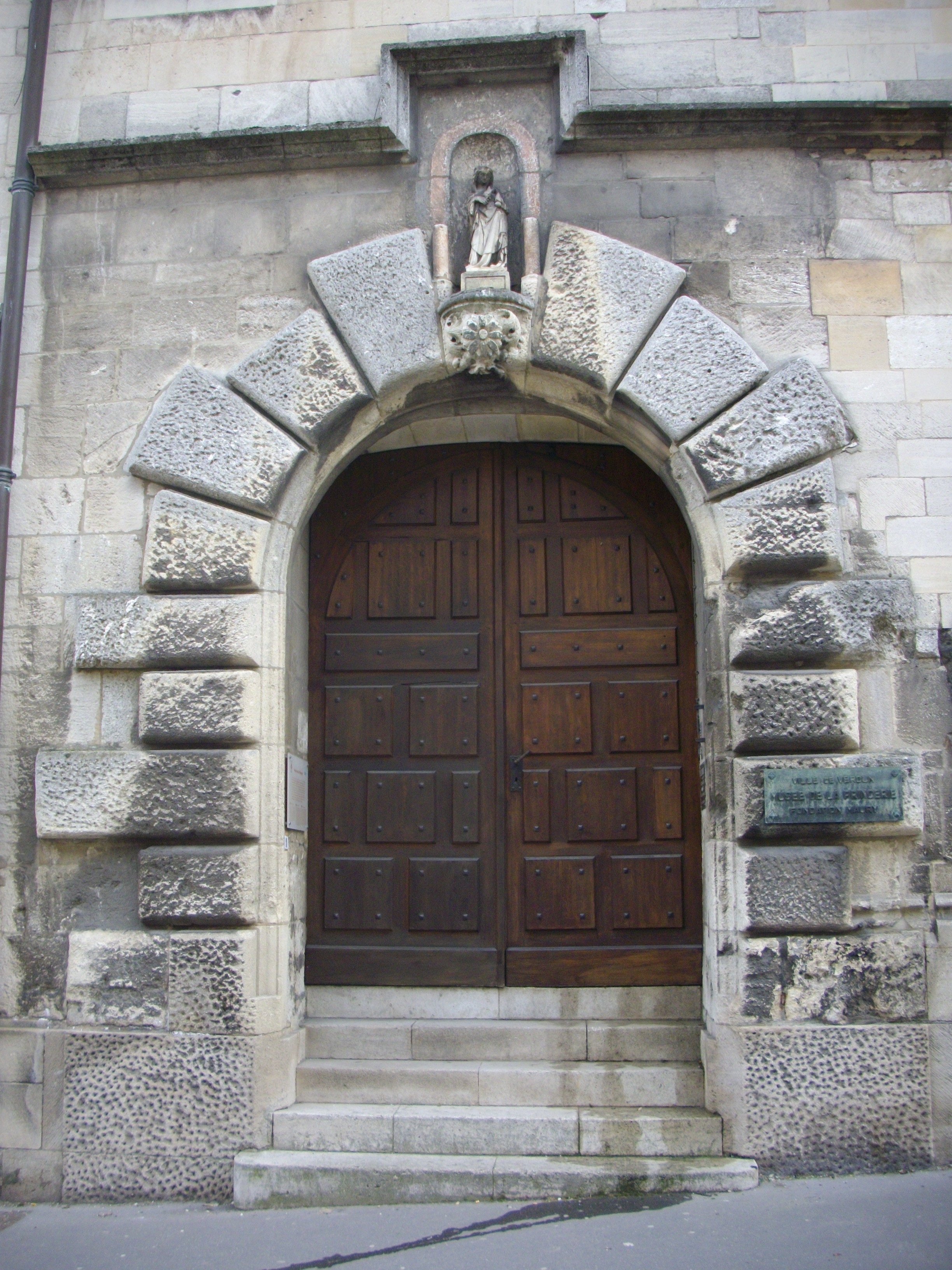
Porte d'entrée avec statue de la Vierge.
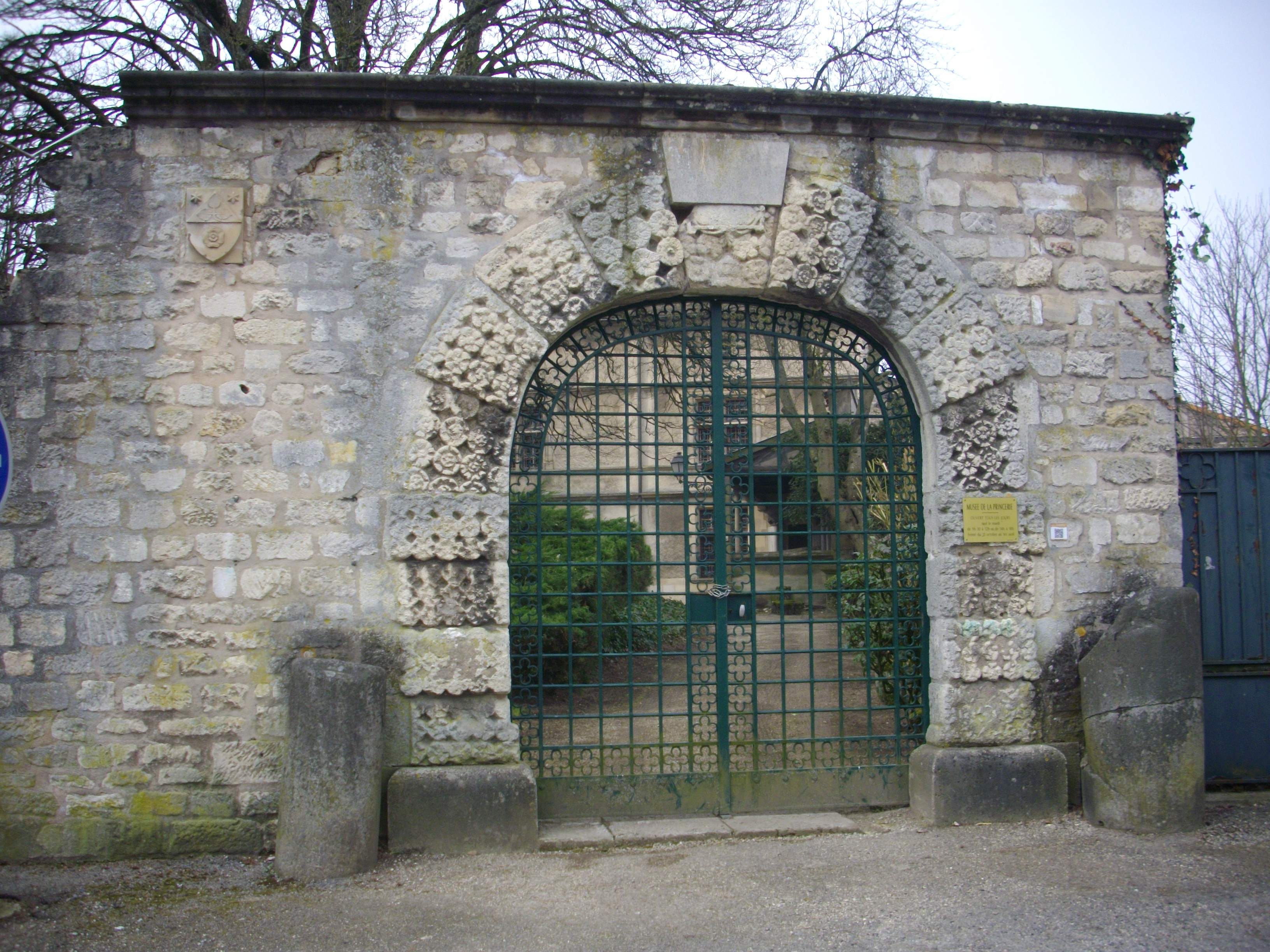
Portail arrière.

## Musée de la Princerie

### Historique
Les collections du musée d'art et d'histoire de Verdun sont établies à partir de 1822 par la Société philomathique de Verdun. Il s'agit alors d'un cabinet public d'histoire naturelle essentiellement constitué d'animaux naturalisés et de minéraux. Puis les collections sont enrichies de différents objets d'art provenant de dons, de legs, d'achats ou encore de dépôts de l'État.
Au XIXe siècle, le musée déménage pas moins de cinq fois, passant du collège à la sous-préfecture, à l'hôtel de ville, à l'hospice, et à l'évêché. De 1853 à 1894, Félix Liénard, érudit, historien et archéologue, en est le conservateur. Les collections sont ravagées par un incendie en 1894. Au début de la Première Guerre mondiale, elles sont évacuées vers les communes de Bar-le-Duc et Vaucouleurs, en Meuse, et vers Riom, dans le Puy-de-Dôme. 
En 1932, la ville de Verdun installe le musée dans l'hôtel de la Princerie, dont il prend le nom.
Depuis le 1er février 2003, le musée de la Princerie détient le label « musée de France », garantissant une gestion respectueuse des collections et leur mise en valeur auprès du public.

### Collections
Les collections sont réparties sur deux ailes et deux niveaux de l'hôtel de la Princerie. Elles présentent Verdun et ses environs meusiens depuis la Préhistoire jusqu'au début du XXe siècle.
Sculptures médiévales
La collection est composée de sculptures funéraires ou de dévotion, et d'éléments architecturaux en pierre ou en bois qui proviennent des églises et abbayes alentour. Elle présente les styles lorrains depuis le XIIe siècle et rappelle le rayonnement de l'évêché de Verdun au Moyen-Âge. L'une des pièces majeures de la collection est un peigne liturgique en ivoire, sculpté de scènes de la vie du Christ, réalisé vers 1120 en Angleterre. Une autre est une crosse, témoin de l'orfèvrerie romane limousine. Elle fut enfouie en 1452 avec l'abbé Étienne Bourgeois dans l'église de l'ancienne abbaye Saint-Vanne de Verdun.
Préhistoire
La collection compte des artéfacts, de la Préhistoire aux âges des métaux (cuivre, bronze, fer), tels que des pointes de flèches, des haches polies, de la vaisselle ou des bijoux. Les objets viennent de sites locaux témoignant de l'occupation ancienne de la Meuse.
Périodes gallo-romaine et mérovingienne
Le musée possède des objets de la période gallo-romaine : stèles funéraires et objets consacrés à l'apparence, tels que des petites cuillères à fard, des pinces à épiler, des fibules ou des bijoux, et à la religion, comme des petites statuettes. La plupart des objets viennent des sites archéologiques de Nasium, Senon et Saint-Laurent-sur-Othain. Des céramiques sont originaires d'Argonne. Des objets d'orfèvrerie de l'époque mérovingienne viennent de Dieue-sur-Meuse.
Ivoire et arts décoratifs
La collection est composée d'objets précieux, liturgiques ou civils, réalisés en ivoire, en corne et en os, datant de la Préhistoire à l'époque moderne. Elle compte également des œuvres illustrant le savoir-faire du travail du métal ou de la taille des pierres dures (glyptique).
Histoire de Verdun
La collection raconte l'histoire de Verdun. Des vues et des plans montrent la morphologie urbaine de la ville à différentes époques. Il y a également des pièces de monnaie frappées à Verdun et des sceaux du chapitre de la cathédrale. Des tableaux mettent en scène les grands évènements qui ont eu lieu dans la ville. Quelques objets concernent les deux activités industrielles de la ville, la confiserie et la verrerie.
Mobilier lorrain
Le musée présente un intérieur lorrain composé de meubles traditionnels tels qu'une armoire de mariage, un vaisselier et un buffet-pétrin, et d'objets domestiques comme une baratte, un rouet, une bassinoire et un couvot.
Faïences
La collection est composée de faïences et de porcelaines provenant de la région d'Argonne.
Peintures
La collection compte des peintures d'époques et de genres différents, notamment des grands portraits d'apparat du XVIIe siècle représentant des militaires victorieux et décorés. Elle expose des œuvres des peintres meusiens Louis Hector Leroux et Jules Bastien-Lepage.
Autour de 1870
Le musée expose des armes et équipements militaires, du XVIe siècle à la Première Guerre mondiale. De nombreuses œuvres datent de la guerre franco-prussienne de 1870.
Dans la cour intérieure de l'hôtel, sont exposées des pierres tombales gallo-romaines et des taques de cheminées, datant du XVIe au XIXe siècle et comportant un décor mythologique ou symbolique. Dans le jardin, se trouvent des sarcophages mérovingiens des églises et abbayes alentour. Il y a également le portail gothique de la salle capitulaire de l'ancienne abbaye Saint-Vanne.

## Fréquentation
| Année | Entrées gratuites | Entrées payantes | Total |
| ----- | ----------------- | ---------------- | ----- |
| 2001  | 1 409             | 3 067            | 4 476 |
| 2002  | 2 423             | 2 346            | 4 769 |
| 2003  | 2 524             | 2 470            | 4 994 |
| 2004  | 2 595             | 2 353            | 4 948 |
| 2005  | 1 704             | 3 547            | 5 251 |
| 2006  | 1 762             | 3 799            | 5 561 |
| 2007  | 1 561             | 2 430            | 3 991 |
| 2008  | 1 998             | 2 302            | 4 300 |
| 2009  | 2 546             | 2 185            | 4 731 |
| 2010  | 2 400             | 1 990            | 4 390 |
| 2011  | 2 266             | 1 885            | 4 151 |
| 2012  | 2 748             | 2 013            | 4 761 |
| 2013  | 3 732             | 1 619            | 5 351 |
| 2014  | 2 368             | 1 873            | 4 241 |
| 2015  | 3 191             | 1 300            | 4 491 |
| 2016  | 3 116             | 1 845            | 4 961 |
| 2017  | 3 761             | 1 866            | 5 627 |